# 北條賢三
北條 賢三（ほうじょう けんぞう、1929年3月1日 - ）は、真言宗の僧、大正大学名誉教授。
東京府（現中野区）出身。東京外国語大学卒、1965年東北大学大学院印度哲学博士課程満期退学。1990年「インド神秘言語思想の研究」で東北大学文学博士。大正大学文学部助教授、教授、99年定年退任、名誉教授。ひかり幼稚園園長、中野区東光寺住職。インド仏教・インド思想を専門とした。

## 著書
- 『インド文化への回帰 現代生活に流れる古代精神文化の残像』大正大学出版部 大正大学選書 1980
- 『ガンジスの流れに インド入門=風土・歴史・仏教・文化』鈴木出版 まいとりぃ選書 1985
- 『ガンジスに生きる』第一書房 1987
- 『語りかけるガンジスの流れ』文芸社 2009

校注
- 『新国訳大蔵経 密教部 7』大蔵出版 1996

### 記念論文集
- 『インド学諸思想とその周延 佛教文化学会十周年北條賢三博士古稀記念論文集』山喜房佛書林 2004

## 論文
- Cinii

## 注
1. ↑  『現代日本人名録』1987年